# Malerei im christlichen Nubien

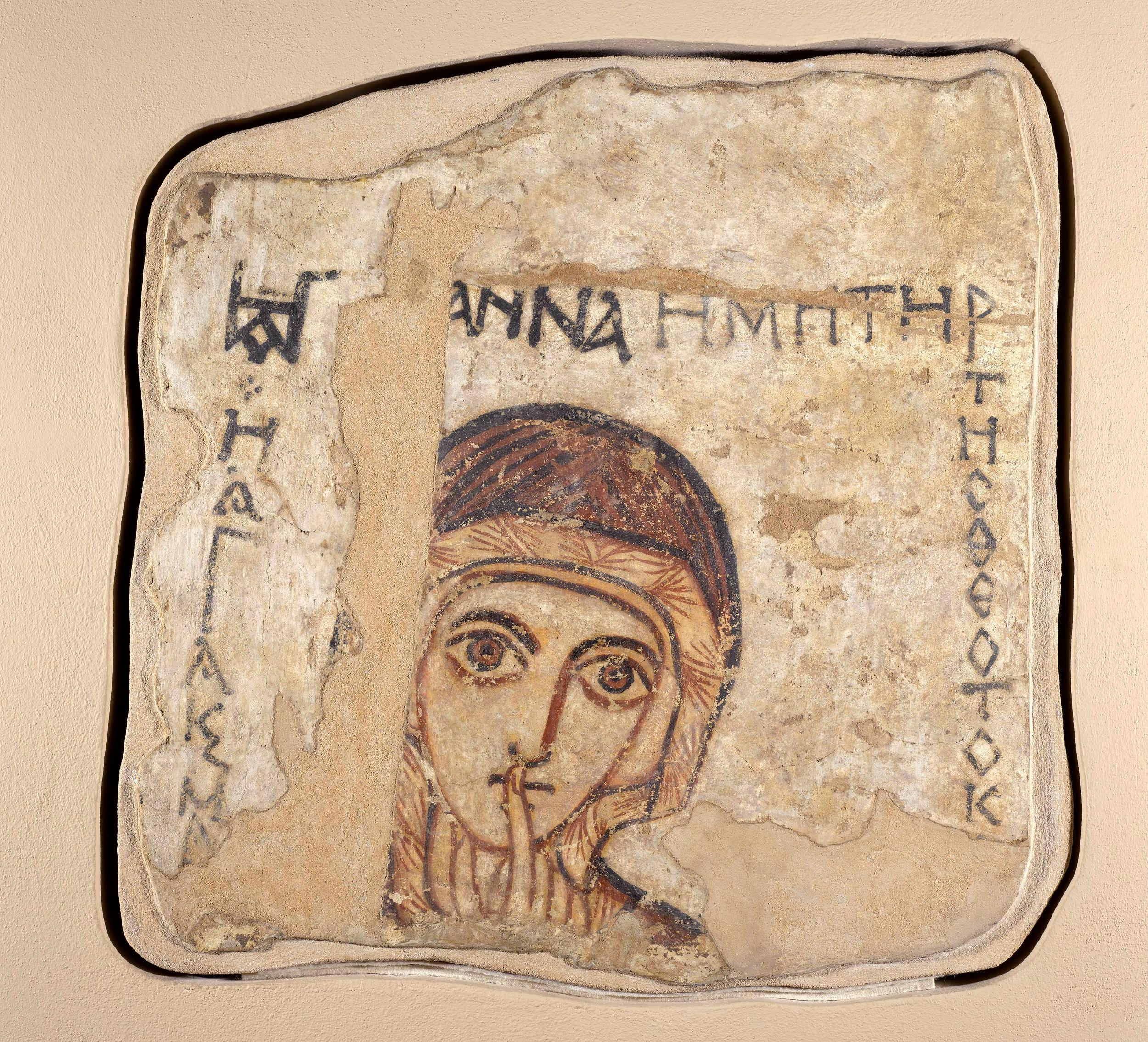
Bild der Heiligen Anna, Mutter der Gottesmutter

Die Malerei ist mit der Architektur die bemerkenswerteste Kunstform im christlichen Nubien. Diese Malerei ist stark religiös geprägt und von byzantinischen Vorbildern beeinflusst.

## Entdeckung
Die erste neuzeitliche Erwähnung nubischer Malerei, bei der es sich meist um Wandmalerei handelt, stammt aus dem 18. Jahrhundert von Frederic Louis Norden, der im Jahr 1738 den altägyptischen Tempel von Amada (Unternubien) beschrieb und dessen christliche Ausmalung erwähnte. In der Folgezeit wurden einige Malereien kopiert, die heute oftmals verloren sind. Das Interesse an den Malereien war im Allgemeinen nicht sehr groß. Somers Clarke (1841–1926) beschrieb Beispiele nubischer Malerei. Er empfand sie als düster-byzantinisch.
Erst seit den frühen 1960er Jahren wurden diese Malereien als eigenständige Kunstleistung gewürdigt. In dieser Zeit fand man in der Kathedrale von Faras zahlreiche gut erhaltene Wandmalereien. Die laufenden Grabungen an weiteren nubischen Orten haben viele neue Beispiele dieser Kunstform zu Tage gefördert. Vor allem in Alt Dunqula, der Hauptstadt von Makuria, wurden zahlreiche bemerkenswerte Beispiele gefunden.

## Themen

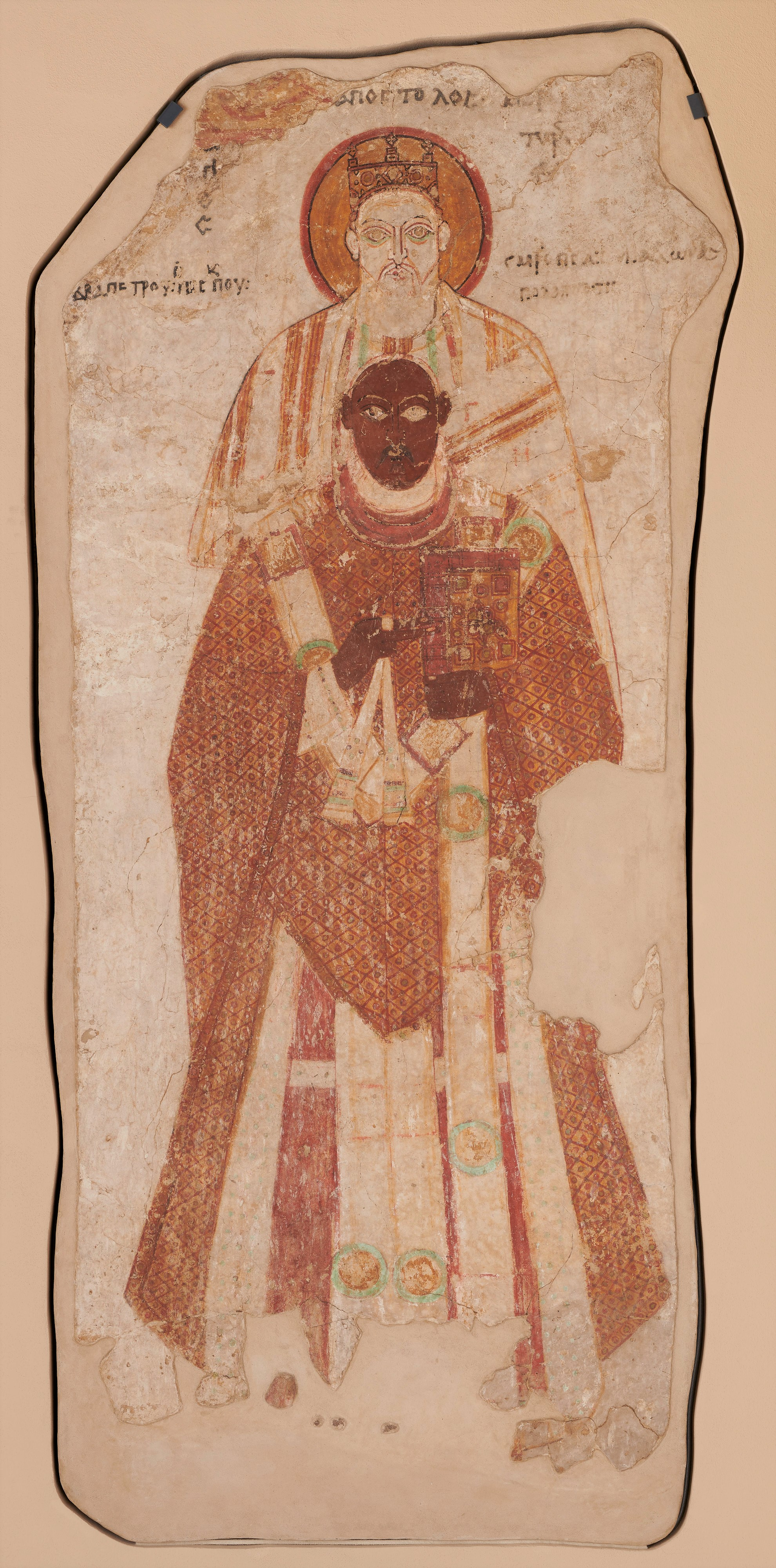
Malerei aus der Kathedrale von Faras

Die meisten Malereien fanden sich in den christlichen Kirchen Nubiens und sind daher religiös geprägt. Es finden sich zahlreiche Darstellungen der Muttergottes, das Bild Christi, der Erzengel und zahlreiche Heilige. In der Kathedrale von Faras werden auch oftmals die Bischöfe dargestellt, unter denen die Malereien ausgeführt wurden. Anscheinend war es Sitte, dass sich jeder neue Bischof dort mit einem eigenen Bild verewigte. Sie erscheinen zusammen mit Heiligen, aber auch mit der Muttergottes. Die Heiligen, Christus oder die Muttergottes sind meist mit weißer Hautfarbe dargestellt, während die Bischöfe dunkelhäutig wiedergegeben werden.
Neben den Kirchen wurden auch Klöster ausgemalt. Sie zeigen meist ein vergleichbares Repertoire an Motiven. Nichtreligiöse Darstellungen sind sehr selten. In einem Kloster in Alt Dunqula fanden sich bisher einmalige Szenen. Auf einer Wand gibt es eine Darstellung von tanzenden Figuren. Eine andere Szene zeigt zwei Männer, die einen Vertrag besiegeln.
Von arabischen Schriftstellern erfährt man, dass es in Alt Dungula Gebäude gab, die die Besiegung von Moslems darstellten.

## Stil
Die Malereien sind eindeutig koptisch-byzantinisch beeinflusst. Die Figuren und vor allem die Gesichter sind in der Regel frontal dargestellt. Es gibt nur wenig Andeutung von Räumlichkeit. Die Figuren sind selten plastisch modelliert, auch wenn es Andeutungen von Schatten gibt.
Die ältesten erhaltenen Beispiele nubisch-christlicher Wandmalerei stammen aus der Kathedrale von Faras und stammen aus der ersten Hälfte des 8. Jahrhunderts. Es handelt sich um die Malereien der ersten Putzschicht in dem Bau. In der Apsis waren Maria und die zwölf Apostel wiedergegeben. Weitere frühe Malereien stammen aus Adu Oda. Sie sind in den Gewölben einer Felskirche erhalten und zeigen Figuren in einer Landschaft. Es ist nicht sicher, ob die Kirchen von Alt Dunqula zu dieser Zeit schon mit figürlichen Szenen ausgemalt waren, doch gibt es Reste von gemalter Marmor-Imitation.
Die Entwicklung nubischer Malerei kann am besten anhand der Dekorationsstufen in der Kathedrale von Faras verfolgt werden. Es konnten vier Putzschichten unterschieden werden, denen gewisse Stile zugeordnet werden.
Der auf der ersten Putzschicht vorkommende Stil (Violetter Sil) ist durch wenig Räumlichkeit gekennzeichnet. Die Figuren sind durch eindeutige Konturen gekennzeichnet. Sie zeigen ovale, ebenmäßige Gesichter und große Augen und sind auf das Wesentliche reduziert. Es gibt nur ein bescheidenes Repertoire, vor allem an stehenden Heiligen, Engeln, Christus und den Aposteln. Es gibt nur wenige Szenen mit erzählenden Charakter.

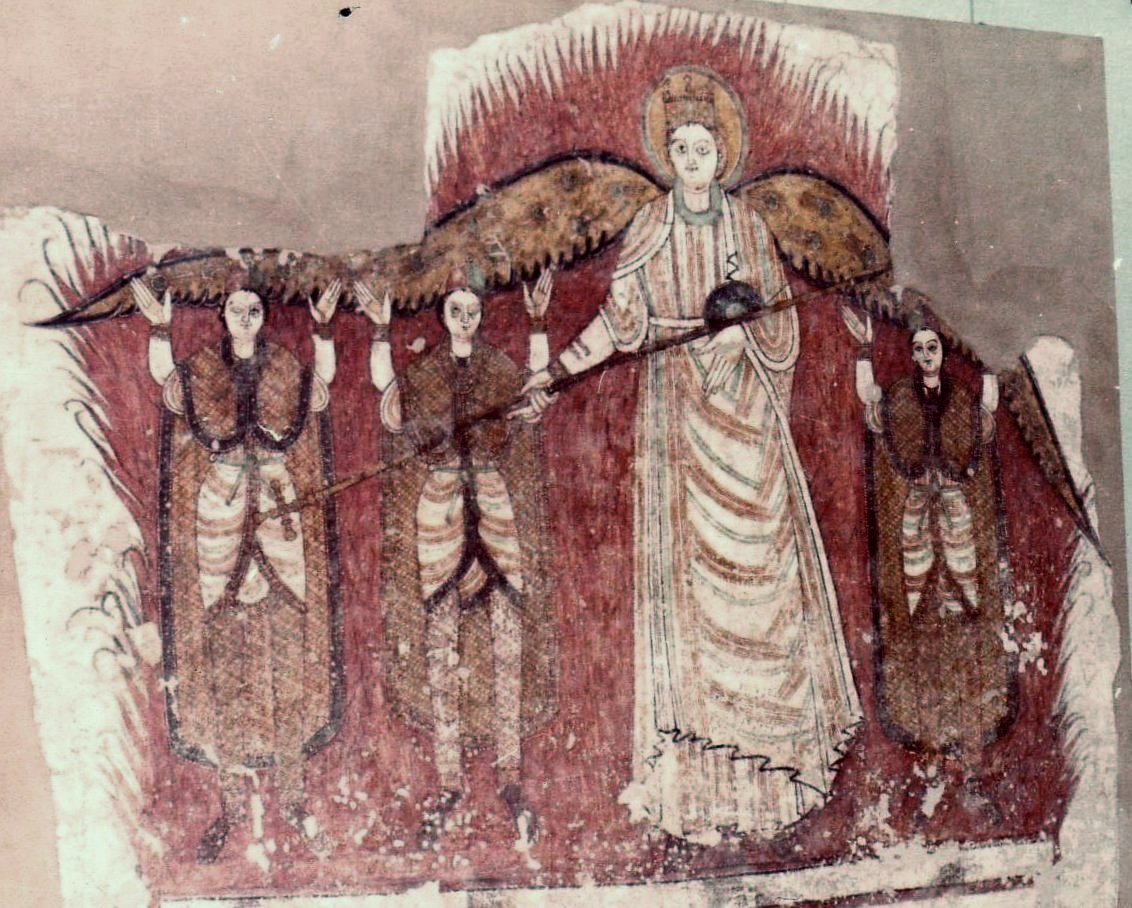
Drei Jugendlichen im Feuerofen

Den Höhepunkt der Malerei stellen die Werke im Bunten Stil dar. Er unterscheidet sich vom vorherigen Stil vor allem durch eine reichere Farbgebung und der Freude an der Wiedergabe von reichen Gewändern. Aus dieser Zeit stammen einige groß angelegte Szenen, wie die Geburt Christi oder die drei Jugendlichen im Feuerofen (siehe Bild).
In der nachfolgenden Periode ist eine Reduzierung der Farbpalette zu beobachten. Die Szenen wirken oft schematisch. Grau wird gerne benutzt und es kommen grün-rote Kontraste vor, die es vorher nicht gab. Die Figuren wirken nun schlanker. Mit dem Verschwinden der nubisch-christlichen Reiche im 14. und 15. Jahrhundert verschwindet auch diese Kunstform.
| Putzschicht    | Stil                    | Datierung                                                 |
| -------------- | ----------------------- | --------------------------------------------------------- |
| Frühester Putz | Violetter Stil/A        | 8. Jahrhundert                                            |
|                | Später Violetter Stil/B | Erste Hälfte des 9. Jahrhunderts                          |
|                | Zwischenstil/C          | Mitte des 9. Jahrhunderts                                 |
|                | Weißer Stil/D           | Zweite Hälfte des 9. Jahrhunderts, frühes 10. Jahrhundert |
| Zweiter Putz   | Gelb-roter Stil/E       | Frühes 10. Jahrhundert                                    |
| Dritter Putz   | Bunter Stil I/F         | Spätes 10. Jahrhundert                                    |
|                | Bunter Stil II/G        | 11. Jahrhundert                                           |
|                | Bunter Stil III/H       | 12. Jahrhundert                                           |
| Spätester Putz | Später Stil             | 13. Jahrhundert                                           |